# UNA-UNSO

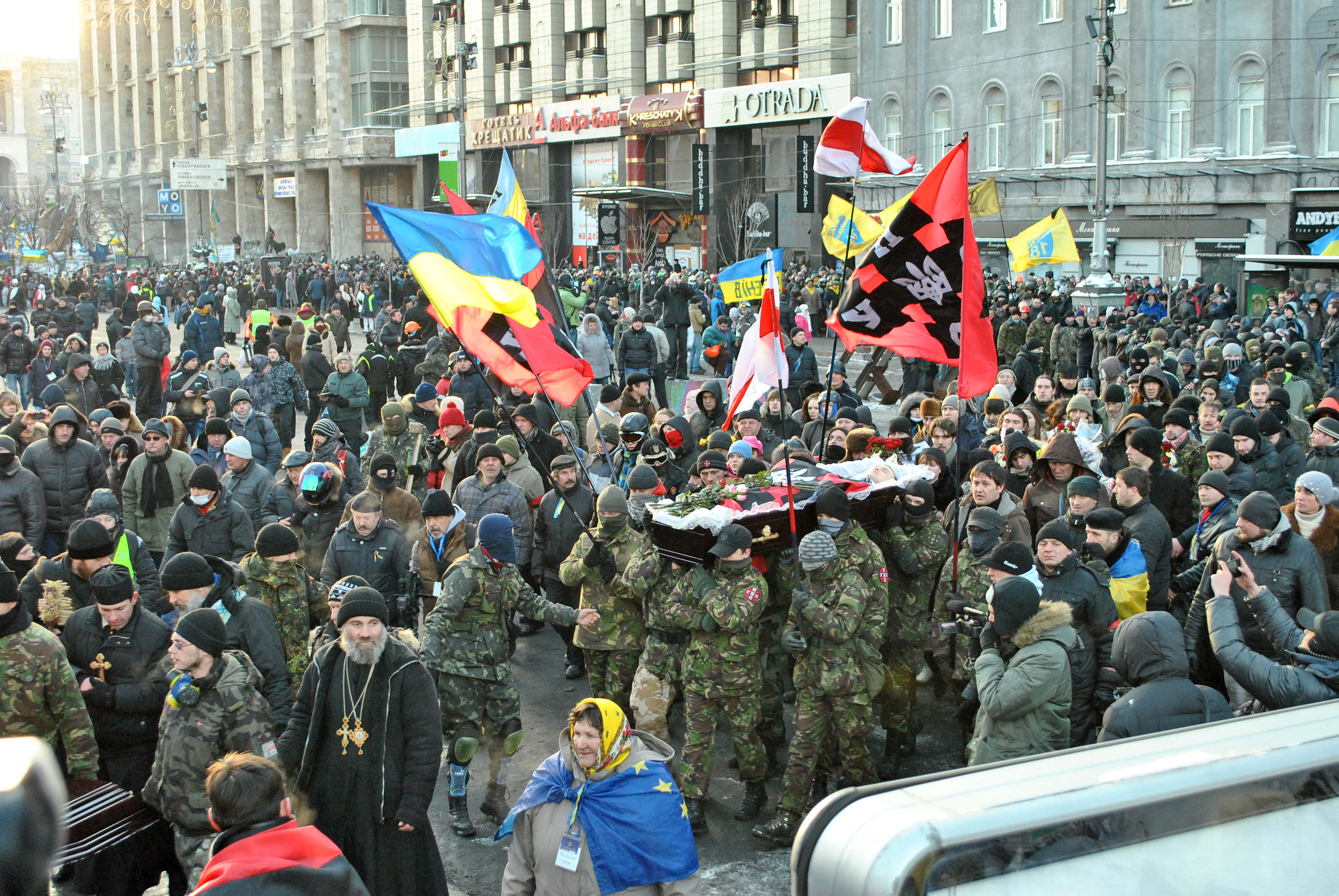
UNA-UNSO medlemmar i Kiev, 26 januari 2014

UNA-UNSO, Ukrainska Nationalförsamlingen – Ukrainska Nationella Självförsvaret (Ukrainska: Українська Національна Асамблея-Українська Народна Самооборона , УНА-УНСО) är en ultraradikal nationalistisk organisation i Ukraina.
Sent i november 2013 inledde både UNA-UNSO ett samarbete med flera andra högerextrema organisationer i Ukraina. Samarbetet ledde till bildandet av Högra Sektorn.